# Gallenfelsi
Gallenfelsi so bili plemiška rodbina baronov, ki je na Slovenskem bivala med 16. in 19. stoletjem, ko je po moški liniji izumrla. Prvi baron Gallenfels je bil Janez Jakob, ki je očitno na Kranjsko prišel leta 1656, ko je zaprosil za sprejem v kranjsko deželanstvo; umrl je leta 1665. Rodbina je dala več pomembnih vojaških poveljnikov in cerkvenih dostojanstvenikov v Vojvodini Kranjski. Dva sinova Janeza Jakoba barona Gallenfelsa sta padla v bojih s Turki: Karel pri obrambi Dunaja leta 1683 in Franc Herman v bitki pri Slankamnu leta 1691. Tudi njun brat Jakob Sigmund je imel pomembno vojaško funkcijo, Rudolf frančiškanski opat, Jurij Andrej,  župnik in operoz ter Janez Andrej kapitan na Bledu. Sinovi slednjega so bili  Franc Genuin, Karel  (jezuit in spovednik portugalske kraljice), Albert (dominikanski prior), Anton (opat v samostanu Stična), Ludvik (frančiškanski provincial), Jakob Sigmund (župnik v Šentvidu pri Stični) in Janez Daniel, ki je nasledil očeta kot kapitan in zakupnik na gradu Bled in blejskega gospostva. Janeza je nasledil sin Eusebius baron Gallenfels, ki je imel pet sinov in štiri hčerke in ki je kmalu umrl in ga je nasledila vdova Agnes Rebekka. Leta 1776 je posest prevzel njen sin Janez Ignac baron Gallenfels. 
Gallenfelsi so na slovenskem posedovali posestva  Dvorec Golnik (1688-1822), Blejski grad (1677-1721),  Grad Podvin (1721-1799),  Grad Zaprice ter gospoščino Gallenhofen pri Slovenj Gradcu . Eden za zgodovino pomembnejših predstavnikov rodbine je bil spreten vojščak in diplomat  baron Franc Genuin Gallenfels (1680-1742).